# Giorgio Brogni
Giorgio Brogni, né le 28 janvier 2001 à Calcinate en Italie, est un footballeur italien, qui évolue au poste d'arrière gauche au Paganese Calcio, en prêt de l'Atalanta Bergame.

## Biographie

### En club
Natif de Calcinate dans la province de Bergame en Italie, Giorgio Brogni est un pur produit du centre de formation de l'Atalanta Bergame, qu'il rejoint dès l'âge de 6 ans, et où il devient l'un des joueurs les plus prometteurs du club.
Barré à son poste par Matteo Ruggeri, un autre jeune talent du club, il est prêté le 27 août 2020 pour une saison au Feralpisalò.

### En équipe nationale
Giorgio Brogni est sélectionné avec l'équipe d'Italie des moins de 17 ans pour participer au championnat d'Europe des moins de 17 ans en 2018 qui est organisée en Angleterre. Titulaire à son poste de prédilection lors de ce tournoi, il joue six matchs, tous en tant que titulaire. Brogni délivre une passe décisive pour Emmanuel Gyabuaa le 17 mai lors de la demi-finale remportée face à la Belgique (2-1). L'Italie s'incline lors de la finale face aux Pays-Bas après une séance de tirs au but.

## Palmarès
Italie -17 ans
- Finaliste du championnat d'Europe des moins de 17 ans
  - 2018.